# 康世丁
康世丁（1982年1月15日—），韓國女演員，常見錯譯为姜世貞。2000年，使用本名康世丁作為女子團體Papaya成員出道，但Papaya於2001年發行第2張專輯之後解散，代表作為《聽我說》和《Violet》。
2004年轉型為演員，改用藝名高娜恩（고나은）演出戲劇，著名作品包括《寶石拌飯》、《天使的選擇》等。2016年以高娜為藝名，演出中國大陸電視劇《武神赵子龙》。
2017年4月，她再次使用本名進行演藝活動。2022年7月12日，加入Cube娛樂成為旗下演員。

## 演出作品

### 電視劇
- 2004年：KBS《Drama City－魔女裁判》
- 2007年：MBC《阿峴洞夫人》飾演 李妍芝
- 2008年：MBC every1《幻想奇談》
- 2008年：MBC《我人生的黃金期》飾演 陳秀京
- 2009年：SBS《綠色馬車》飾演 洪琴妍
- 2009年：MBC《寶石拌飯》飾演 宮翡翠
- 2012年：KBS DRAMA《閃亮的她》飾演 金花兒
- 2012年：MBC《天使的選擇》飾演 姜友蘭
- 2013年：JTBC《無情都市》飾演 李慶美
- 2013年：SBS《結婚的女神》飾演 韓世京
- 2014年：KBS《鄭道傳》飾演 元敬王后
- 2016年：湖南衛視《武神赵子龙》飾演 孫尚香
- 2017年：KBS《我男人的秘密》飾演 奇瑞拉／陳如琳
- 2020年：KBS《絕妙的遺產》飾演 孔桂玉
- 2022年：KBS《紳士與小姐》飾演 金芝英（特別演出）

### 電影
- 2008年：《幻想奇談》
- 2011年：《寵物情人》
- 2011年：《她的13月》

### MV
- 2004年：Sol《Destiny》
- 2004年：金賢正《B型男子》
- 2007年：PK Heman《忘不了》（與金智勳）
- 2008年：李基燦《要幸福》

## 獲獎
- 2009年：MBC演技大賞－女子優秀演技賞（寶石拌飯）
- 2012年：第20屆大韓民國演藝大賞－電視劇 女子優秀賞（天使的選擇、寶石拌飯）

## 外部連結
- 康世丁的X（前Twitter）
- 康世丁的Instagram帳戶